# Paectes nyctichroma
Paectes nyctichroma là một loài bướm đêm trong họ Noctuidae.